# 2017-es Formula–E Berlin nagydíj
A 2017-es Berlin nagydíjakat június 10-én és június 11-én, a 2016–2017-es Formula–E bajnokság hetedik és nyolcadik futamaként rendezték meg. Az első versenyen a pole-pozíciót Lucas di Grassi szerezte meg, a futamot pedig Felix Rosenqvist nyerte meg. A második versenyen a pole-pozíciót Felix Rosenqvist szerezte meg, a futamot pedig Sébastien Buemi nyerte meg.

## 1. időmérő
| Helyezés | Rajtszám | Versenyző              | Csapat            | Idő/hátrány | Hátrány | Rajthely |
| -------- | -------- | ---------------------- | ----------------- | ----------- | ------- | -------- |
| 1        | 11       | Lucas di Grassi        | Audi Sport ABT    | 1:08.312    | —       | 1        |
| 2        | 37       | José María López       | Virgin-Citröen    | 1:08.313    | +0.001  | 2        |
| 3        | 19       | Felix Rosenqvist       | Mahindra          | 1:03.395    | +0.083  | 3        |
| 4        | 23       | Nick Heidfeld          | Mahindra          | 1:08.650    | +0.338  | 4        |
| 5        | 2        | Sam Bird               | Virgin-Citröen    | 1:09.724    | +1.412  | 5        |
| 6        | 25       | Jean-Éric Vergne       | Techeetah-Renault | 1:08.457    | —       | 6        |
| 7        | 88       | Oliver Turvey          | NextEV NIO        | 1:08.607    | +0.150  | 7        |
| 8        | 66       | Daniel Abt             | Audi Sport ABT    | 1:08.620    | +0.163  | 8        |
| 9        | 8        | Nicolas Prost          | e.Dams-Renault    | 1:08.692    | +0.235  | 9        |
| 10       | 7        | Jérôme d’Ambrosio      | Dragon-Penske     | 1:08.825    | +0.378  | 10       |
| 11       | 5        | Maro Engel             | Venturi           | 1:08.846    | +0.389  | 11       |
| 12       | 33       | Stéphane Sarrazin      | Techeetah-Renault | 1:08.890    | +0.433  | 12       |
| 13       | 3        | Nelson Piquet Jr.      | NextEV NIO        | 1:08.961    | +0.504  | 13       |
| 14       | 9        | Sébastien Buemi        | e.Dams-Renault    | 1:09.010    | +0.553  | 14       |
| 15       | 4        | Tom Dillmann           | Venturi           | 1:09.214    | +0.757  | 15       |
| 16       | 20       | Mitch Evans            | Jaguar            | 1:09.219    | +0.762  | 16       |
| 17       | 27       | Robin Frijns           | Andretti-BMW      | 1:09.630    | +1.183  | 17       |
| 18       | 47       | Adam Carroll           | Jaguar            | 1:09.898    | +1.441  | 18       |
| 19       | 6        | Loïc Duval             | Dragon-Penske     | 1:09.923    | +1.476  | 19       |
| 20       | 28       | António Félix da Costa | Andretti-BMW      | 1:11.147    | +2.690  | 20       |

## 1. futam
| Helyezés | Rajtszám | Versenyző              | Csapat            | Kör | Idő/Kiesés oka | Rajthely | Pont |
| -------- | -------- | ---------------------- | ----------------- | --- | -------------- | -------- | ---- |
| 1        | 19       | Felix Rosenqvist       | Mahindra          | 44  | 53:19.661      | 3        | 25   |
| 2[a]     | 11       | Lucas di Grassi        | Audi Sport ABT    | 44  | +2.232         | 1        | 21   |
| 3        | 23       | Nick Heidfeld          | Mahindra          | 44  | +4.058         | 4        | 15   |
| 4        | 37       | José María López       | Virgin-Citröen    | 44  | +13.638        | 2        | 12   |
| 5        | 8        | Nicolas Prost          | e.Dams-Renault    | 44  | +19.068        | 9        | 10   |
| 6        | 66       | Daniel Abt             | Audi Sport ABT    | 44  | +19.799        | 8        | 8    |
| 7        | 2        | Sam Bird               | Virgin-Citröen    | 44  | +20.065        | 5        | 6    |
| 8        | 25       | Jean-Éric Vergne       | Techeetah-Renault | 44  | +20.689        | 6        | 4    |
| 9        | 5        | Maro Engel             | Venturi           | 44  | +39.030        | 11       | 2    |
| 10       | 88       | Oliver Turvey          | NextEV NIO        | 44  | +40.985        | 7        | 1    |
| 11       | 33       | Stéphane Sarrazin      | Techeetah-Renault | 44  | +42.682        | 12       |      |
| 12       | 3        | Nelson Piquet Jr.      | NextEV NIO        | 44  | +42.880        | 13       |      |
| 13       | 7        | Jérôme d’Ambrosio      | Dragon-Penske     | 44  | +45.712        | 10       |      |
| 14       | 47       | Adam Carroll           | Jaguar            | 44  | +49.658        | 18       |      |
| 15       | 6        | Loïc Duval             | Dragon-Penske     | 44  | +59.010        | 19       |      |
| 16       | 28       | António Félix da Costa | Andretti-BMW      | 44  | +60.269        | 20       |      |
| 17       | 27       | Robin Frijns           | Andretti-BMW      | 44  | +62.463        | 17       |      |
| 18       | 4        | Tom Dillmann           | Venturi           | 44  | +67.695        | 15       |      |
| Ki[b]    | 20       | Mitch Evans            | Jaguar            | 16  | Nem ért célba  | 16       | 1    |
| DSQ      | 9        | Sébastien Buemi        | e.Dams-Renault    | 44  | Kizárva        | 14       |      |

Megjegyzés:
- ↑ a:  - +3 pont a pole-pozícióért
- ↑ b:  - +1 pont a leggyorsabb körért

## 2. időmérő
| Helyezés | Rajtszám | Versenyző              | Csapat            | Idő/hátrány | Hátrány | Rajthely |
| -------- | -------- | ---------------------- | ----------------- | ----------- | ------- | -------- |
| 1        | 19       | Felix Rosenqvist       | Mahindra          | 1:08.208    | —       | 1        |
| 2        | 9        | Sébastien Buemi        | e.Dams-Renault    | 1:08.306    | +0.098  | 2        |
| 3        | 37       | José María López       | Virgin-Citröen    | 1:08.454    | +0.246  | 3        |
| 4        | 2        | Sam Bird               | Virgin-Citröen    | 1:08.688    | +0.480  | 4        |
| 5        | 25       | Jean-Éric Vergne       | Techeetah-Renault | 1:09.103    | +0.895  | 5        |
| 6        | 88       | Oliver Turvey          | NextEV NIO        | 1:08.142    | —       | 6        |
| 7        | 11       | Lucas di Grassi        | Audi Sport ABT    | 1:08.223    | +0.081  | 7        |
| 8        | 66       | Daniel Abt             | Audi Sport ABT    | 1:08.348    | +0.206  | 8        |
| 9        | 20       | Mitch Evans            | Jaguar            | 1:08.356    | +0.214  | 9        |
| 10       | 8        | Nicolas Prost          | e.Dams-Renault    | 1:08.465    | +0.321  | 10       |
| 11       | 6        | Loïc Duval             | Dragon-Penske     | 1:08.483    | +0.339  | 11       |
| 12       | 7        | Jérôme d’Ambrosio      | Dragon-Penske     | 1:08.552    | +0.410  | 12       |
| 13       | 5        | Maro Engel             | Venturi           | 1:08.582    | +0.440  | 13       |
| 14       | 27       | Robin Frijns           | Andretti-BMW      | 1:08.583    | +0.441  | 14       |
| 15       | 4        | Tom Dillmann           | Venturi           | 1:08.738    | +0.596  | 15       |
| 16       | 33       | Stéphane Sarrazin      | Techeetah-Renault | 1:08.822    | +0.680  | 16       |
| 17       | 28       | António Félix da Costa | Andretti-BMW      | 1:09:085    | +0.943  | 17       |
| 18       | 3        | Nelson Piquet Jr.      | NextEV NIO        | 1:09.149    | +1.007  | 18       |
| 19       | 47       | Adam Carroll           | Jaguar            | 1:09.543    | +1.401  | 19       |
| 20       | 23       | Nick Heidfeld          | Mahindra          | 1:11.267    | +3.125  | 20       |

## 2. futam
| Helyezés | Rajtszám | Versenyző              | Csapat            | Kör | Idő/Kiesés oka | Rajthely | Pont |
| -------- | -------- | ---------------------- | ----------------- | --- | -------------- | -------- | ---- |
| 1        | 9        | Sébastien Buemi        | e.Dams-Renault    | 46  | 56:02.155      | 2        | 25   |
| 2        | 19       | Felix Rosenqvist[a]    | Mahindra          | 46  | +7.195         | 1        | 21   |
| 3        | 11       | Lucas di Grassi        | Audi Sport ABT    | 46  | +10.862        | 7        | 15   |
| 4        | 66       | Daniel Abt             | Audi Sport ABT    | 46  | +13.631        | 8        | 12   |
| 5        | 37       | José María López       | Virgin-Citröen    | 46  | +20.324        | 3        | 10   |
| 6        | 25       | Jean-Éric Vergne       | Techeetah-Renault | 46  | +20.751        | 5        | 8    |
| 7        | 2        | Sam Bird               | Virgin-Citröen    | 46  | +21.959        | 4        | 6    |
| 8        | 8        | Nicolas Prost          | e.Dams-Renault    | 46  | +22.155        | 10       | 4    |
| 9        | 88       | Oliver Turvey          | NextEV NIO        | 46  | +34.949        | 6        | 2    |
| 10       | 23       | Nick Heidfeld          | Mahindra          | 46  | +35.814        | 20       | 1    |
| 11       | 28       | António Félix da Costa | Andretti-BMW      | 46  | +44.057        | 17       |      |
| 12       | 3        | Nelson Piquet Jr.      | NextEV NIO        | 46  | +44.439        | 18       |      |
| 13       | 7        | Jérôme d’Ambrosio      | Dragon-Penske     | 46  | +47.336        | 12       |      |
| 14       | 33       | Stéphane Sarrazin      | Techeetah-Renault | 46  | +51.653        | 16       |      |
| 15       | 4        | Tom Dillmann           | Venturi           | 46  | +56.977        | 15       |      |
| 16       | 47       | Adam Carroll           | Jaguar            | 46  | +65.426        | 19       |      |
| 17       | 20       | Mitch Evans            | Jaguar            | 46  | +67.018        | 9        |      |
| 18       | 27       | Robin Frijns           | Andretti-BMW      | 46  | +72.083        | 14       |      |
| Ki       | 6        | Loïc Duval             | Dragon-Penske     | 33  | Nem ért célba  | 11       |      |
| Ki[b]    | 5        | Maro Engel             | Venturi           | 14  | Nem ért célba  | 13       | 1    |

Megjegyzés:
- ↑ a:  - +3 pont a pole-pozícióért
- ↑ b:  - +1 pont a leggyorsabb körért

## A világbajnokság állása a verseny után
(Teljes táblázat)
| H  | Versenyzők       | Pont | H  | Konstruktőrök     | Pont |
| -- | ---------------- | ---- | -- | ----------------- | ---- |
| 1. | Sébastien Buemi  | 157  | 1. | e.Dams-Renault    | 229  |
| 2. | Lucas di Grassi  | 125  | 2. | Audi Sport ABT    | 171  |
| 3. | Felix Rosenqvist | 86   | 3. | Mahindra          | 149  |
| 4. | Nicolas Prost    | 72   | 4. | Virgin Racing     | 97   |
| 5. | Nick Heidfeld    | 63   | 5. | Techeetah-Renault | 57   |

- Jegyzet: Csak az első 5 helyezett van feltüntetve mindkét táblázatban.